# Tạp chí Cộng sản
Tạp chí Cộng sản là một tạp chí lý luận và chính trị của Ban Chấp hành Trung ương Đảng Cộng sản Việt Nam, trước đây sở hữu tên gọi Tạp chí Đỏ ra đời vào năm 1930 do chủ tịch Hồ Chí Minh sáng lập và nắm giữ cương vị chủ bút đầu tiên, phiên bản in xuất bản số đầu vào ngày 5 tháng 8 năm 1930. Xuyên suốt quá trình hoạt động, điển hình là từ năm 1930 đến 1945, ấn phẩm tuyên truyền đã thuyên chuyển qua hàng loạt các tên khác nhau như Tạp chí Cộng sản và Tạp chí Bônsơvich. Đến kháng chiến chống thực dân Pháp thì đổi sang Sinh hoạt nội bộ và Tạp chí Cộng sản. Sau khi miền Bắc giành được độc lập, tạp chí Học tập ra đời vào tháng 12 năm 1955, và đến ngày 5 tháng 1 năm 1977 lại tiếp tục chuyển thành Tạp chí Cộng sản theo Quyết định số 01-QĐ/TW của Bộ Chính trị Ban Chấp hành Trung ương Đảng.
Ngày 3 tháng 2 năm 2003, phiên bản điện tử của tạp chí chính thức xuất hiện trên internet và đến năm 2019 thì chuyển sang tên miền tapchicongsan.org.vn. Bốn năm sau, ấn phẩm chuyên trang Hồ sơ sự kiện điện tử tiếp tục ra đời, nội dung vẫn giữ nguyên các chuyên mục như trong bản in.

## Lịch sử
Theo chỉ thị của Quốc tế Cộng sản và nghị quyết của Hội nghị thành lập Đảng Cộng sản Việt Nam vào tháng 2 năm 1930, Ban Chấp hành Trung ương lâm thời cho xuất bản một tạp chí lý luận chung cho toàn Đảng có tên là Tạp chí Đỏ, với số đầu tiên ra mắt vào ngày 5 tháng 8 năm 1930 tại Trung Quốc. Sau Hội nghị Trung ương lần thứ nhất vào tháng 10 năm 1930, Ban Chấp hành Trung ương Đảng quyết định ngừng phát hành Tạp chí Đỏ và thay thế bằng Tạp chí Cộng sản, cơ quan ngôn luận chính thức của Đảng Cộng sản Đông Dương. Tạp chí Cộng sản số 1 xuất bản ngày 1 tháng 2 năm 1931. Đến tháng 4 năm 1931, cơ quan Trung ương Đảng bị khủng bố, Tổng bí thư Trần Phú bị bắt, Tạp chí Cộng sản buộc phải đình bản. Đến tháng 4 năm 1934, với sự hỗ trợ của Quốc tế Cộng sản, Ban Chỉ huy Hải ngoại Đảng Cộng sản Đông Dương được thành lập. Ban Chỉ huy cho ra đời Tạp chí Bônsơvích nhằm thay thế Tạp chí Cộng sản bị đình bản, duy trì hoạt động trong hơn hai năm. Cho đến nay, Tạp chí Bônsơvích ra được bao nhiêu số, số cuối cùng, ngày, tháng nào chưa xác định được. Sau hơn 5 năm bị ngắt quãng, cuối tháng 9 năm 1941, Trung ương Đảng cho xuất bản Tạp chí Cộng sản, phát hành số đầu ngày 28 tháng 2 năm 1943 tại Nhà in Trần Phú. Ngày 24 tháng 9 năm 1943, Tạp chí Cộng sản ra số 2, số 3 chưa kịp xuất bản thì diễn ra Tổng khởi nghĩa Tháng Tám năm 1945, việc xuất bản tạp chí phải đình lại. Trong những năm 1945–1946, do công cuộc củng cố chính quyền, chuẩn bị kháng chiến quá khẩn trương, Đảng Cộng sản Đông Dương không có điều kiện xuất bản tạp chí lý luận.
Tháng 6 năm 1947, Ban Thường vụ Trung ương Đảng quyết định xuất bản tạp chí Sinh hoạt của đoàn thể. Khi xuất bản số 1 (tháng 8 năm 1947) thì lại đổi tên thành Sinh hoạt nội bộ. Đến năm 1950, tại Hội nghị toàn quốc lần thứ 3 của Đảng, nhận định rằng "trình độ lý luận và ý thức chính trị của cán bộ đảng viên chưa tiến kịp những nhiệm vụ mỗi ngày một nặng". Trên cơ sở đó, Trung ương Đảng quyết định xuất bản Tạp chí Cộng sản thay cho Sinh hoạt nội bộ nhằm nâng cao trình độ lý luận và công tác của cán bộ, đảng viên. Tạp chí Cộng sản ra được hai số thì đình bản do công tác chuẩn bị cho chiến dịch Biên giới và Đại hội lần thứ II của Đảng tiêu tốn quá nhiều thời gian. Sau thắng lợi trong chiến tranh Đông Dương, Hội nghị lần thứ 7 Ban Chấp hành Trung ương Khóa II (1955) ra nghị quyết “xuất bản tạp chí Học tập để giúp vào việc nghiên cứu chính sách và giáo dục tư tưởng, bước đầu xây dựng công tác lý luận của Đảng”. Tạp chí Học tập ra mắt số 1 vào tháng 12 năm 1955 và kéo dài suốt từ năm 1955 đến năm 1976. Ngày 5 tháng 1 năm 1977, Bộ Chính trị khóa IV ra nghị quyết đổi tên tạp chí Học tập thành Tạp chí Cộng sản nhằm phù hợp với việc đổi tên Đảng thành Đảng Cộng sản Việt Nam.
Ngày 2 tháng 9 năm 2001, Bộ Biên tập Tạp chí Cộng sản đã phát hành thử nghiệm Tạp chí Cộng sản điện tử trên mạng internet. Sau năm tháng vận hành thử nghiệm, đến ngày 3 tháng 2 năm 2002, Tạp chí Cộng sản điện tử chính thức được phát hành bằng tiếng Việt trên internet. Song song với phiên bản tiếng Việt, tạp chí tiếp tục mở rộng phạm vi tiếp cận khi lần lượt ra mắt các phiên bản tiếng Anh (2003), tiếng Lào (2012), tiếng Trung (2013) và tiếng Tây Ban Nha (2022). Từ ngày 7 tháng 11 năm 2012, Tạp chí Cộng sản bắt đầu cung cấp tin, bài cho Solidnet – trang thông tin điện tử của các đảng cộng sản và công nhân quốc tế.

## Các xuất bản phẩm khác
Năm 2006, Ban Biên tập Tạp chí Cộng sản nhận định nội dung và chất lượng nghiệp vụ của tạp chí còn nhiều hạn chế, một số bài viết mang nặng tính giáo điều, ảnh hưởng đến hiệu quả tuyên truyền. Tạp chí chủ yếu phục vụ đối tượng cán bộ lãnh đạo trong hệ thống Đảng và chính quyền, trong khi đội ngũ cán bộ đảng viên ở nông thôn, miền núi – lực lượng quan trọng trong thực hiện đường lối, chính sách của Đảng – lại thiếu thông tin đơn giản hóa về lý luận. Đến tháng 8 năm 2006, Ban Biên tập đề án xuất bản một số chuyên đề nhằm đáp ứng nhu cầu của độc giả, đồng thời nâng cao chất lượng của tạp chí. Các xuất bản phẩm của tạp chí gồm: Tạp chí Cộng sản truyền thống, Tạp chí Cộng sản điện tử, Tạp chí Cộng sản – Chuyên đề, Tạp chí Cộng sản tiếng Anh (Communist Review), chuyên san Hồ sơ sự kiện, chuyên trang điện tử Hồ sơ sự kiện, ấn phẩm Xây dựng Đảng. Ấn phẩm Đoàn kết và phát triển và Tạp chí Cộng sản – Chuyên đề cơ sở bị cắt bỏ vì không còn phù hợp với tôn chỉ của tạp chí và tránh dàn trải nguồn lực.

## Ban lãnh đạo
| Giai đoạn   | Tổng biên tập    | Ct.       |           |           |           |           |           |           |           |
| Thế kỷ 20   | Thế kỷ 20        | Thế kỷ 20 | Thế kỷ 20 | Thế kỷ 20 | Thế kỷ 20 | Thế kỷ 20 | Thế kỷ 20 | Thế kỷ 20 | Thế kỷ 20 |
| ----------- | ---------------- | --------- | --------- | --------- | --------- | --------- | --------- | --------- | --------- |
| 1931 – 1934 | Trần Phú         | [ 10 ]    |           |           |           |           |           |           |           |
| 1934 – 1936 | Hà Huy Tập       | [ 23 ]    |           |           |           |           |           |           |           |
| 1941 – 1957 | Trường Chinh     | [ 24 ]    |           |           |           |           |           |           |           |
| 1957 – 1961 | Trần Quang Huy   | [ 22 ]    |           |           |           |           |           |           |           |
| 1961        | Trần Quỳnh       | [ 25 ]    |           |           |           |           |           |           |           |
| 1962 – 1965 | Vũ Tuân          | [ 22 ]    |           |           |           |           |           |           |           |
| 1965 – 1982 | Đào Duy Tùng     | [ 26 ]    |           |           |           |           |           |           |           |
| 1982 – 1986 | Hồng Chương      | [ 27 ]    |           |           |           |           |           |           |           |
| 1986 – 1991 | Hà Xuân Trường   | [ 28 ]    |           |           |           |           |           |           |           |
| 1991 – 1996 | Nguyễn Phú Trọng | [ 29 ]    |           |           |           |           |           |           |           |
| 1996 – 2001 | Hà Đăng          | [ 30 ]    |           |           |           |           |           |           |           |
| Thế kỷ 21   |                  |           |           |           |           |           |           |           |           |
| 2001 – 2002 | Vũ Văn Hiền      | [ 31 ]    |           |           |           |           |           |           |           |
| 2003 – 2006 | Lê Hữu Nghĩa     | [ 32 ]    |           |           |           |           |           |           |           |
| 2006 – 2011 | Tạ Ngọc Tấn      | [ 33 ]    |           |           |           |           |           |           |           |
| 2011 – 2016 | Vũ Văn Phúc      | [ 34 ]    |           |           |           |           |           |           |           |
| 2017 – 2023 | Đoàn Minh Huấn   | [ 35 ]    |           |           |           |           |           |           |           |
| 2024 – 2025 | Lê Hải Bình      | [ 36 ]    |           |           |           |           |           |           |           |
| 2025 – nay  | Hoàng Trung Dũng | [ 37 ]    |           |           |           |           |           |           |           |

## Giải thưởng và danh hiệu
Dưới đây là danh sách giải thưởng và danh hiệu Tạp chí Cộng sản đã nhận được trong quá trình hoạt động:
- Huân chương Sao Vàng
- Huân chương Hồ Chí Minh
- Huân chương Hồ Chí Minh
- Danh hiệu Anh hùng Lao động thời kỳ đổi mới